# Citerne au parc du Château Noir
Citerne au parc du Château Noir est un tableau réalisé par le peintre français Paul Cézanne vers 1900. De format vertical, cette huile sur toile représente un sous-bois du parc du château Noir du Tholonet, au Tholonet, dans les Bouches-du-Rhône.
La composition est centrée sur un bloc rocheux dont la verticalité est accentuée par celle de trois troncs qui s'élèvent jusqu'au bord supérieur de l'image. Dans l'angle inférieur gauche, se distinguent quelques traits rectilignes à interpréter comme une partie d'une citerne, selon le titre de l'œuvre.
Propriété de la Henry and Rose Pearlman Foundation, qui l'a déposée au musée d'Art de l'université de Princeton, à Princeton, dans le New Jersey, cette peinture est promise au Museum of Modern Art, à New York, dans l'État de New York, également aux États-Unis,.